# Малый Щугор
Малый Щугор — река в России, протекает в Красновишерском районе Пермского края. Устье реки находится в 151 км по правому берегу реки Вишера. Длина реки составляет 28 км. В 8,1 км от устья принимает справа реку Сырой Щугор.
Исток реки в урочище Вершина Малого Сухого Щугора среди холмов Полюдова Кряжа в 25 км к северо-востоку от посёлка Вишерогорск. Течёт преимущественно на юг, среди холмов, покрытых елово-берёзовой тайгой. Притоки Большая, Малая (левые); Сухой Щугор, Сырой Щугор (правые). Впадает в Вишеру ниже деревни Малый Щугор. Ширина реки у устья около 20 метров.

## Данные водного реестра
По данным государственного водного реестра России относится к Камскому бассейновому округу, водохозяйственный участок реки — Кама от водомерного поста у села Бондюг до города Березники, речной подбассейн реки — бассейны притоков Камы до впадения Белой. Речной бассейн реки — Кама.
По данным геоинформационной системы водохозяйственного районирования территории РФ, подготовленной Федеральным агентством водных ресурсов:
- Код водного объекта в государственном водном реестре — 10010100212111100004761
- Код по гидрологической изученности (ГИ) — 111100476
- Код бассейна — 10.01.01.002
- Номер тома по ГИ — 11
- Выпуск по ГИ — 1